# Ганіма
Ганіма (араб. غنيمة) — здобич, трофеї, захоплені мусульманами в результаті битви з невірними. Ганіма згадується в Корані на початку сури Аль-Анфаль. В аятах 6 і 7 сури Аль-Хашр у значенні військової здобичі використовується слово «фей».

## Історія
Уклади про розподіл здобичі походять від битви при Бадрі або дещо пізніше. У перші роки існування ісламу четверта частина здобичі діставалась бійцям, які брали безпосередню участь у битві, а п'ята частина належала пророку Магомету, його близьким, нужденним і сиротам. Після смерті пророка Магомета та частина переходила у власність ісламської держави та витрачалась на її потреби. Праведні халіфи Абу Бакр та Умар ібн аль-Хаттаб ділили п'яту частину трофеїв на 3 частини та роздавали їх нужденним, сиротам і перехожим.

## Розподіл
Як і в доісламські часи ганіма поділяється між учасниками битви і вождем. Принциповою відмінністю від подібних доісламських звичаїв було збільшення долі учасників битви з 3/4 до 4/5 та зменшення долі вождя (у даному випадку пророка Магомета) до 1/5 (хумс). Не розподілялись зброя та одяг убитого противника, здобуті в бою, і хумс від цього не виділявся. Пророк Магомет мав додаткове право вибору речі, що йому сподобалась, однак правознавці відмовляли у такому праві його наступникам. Ранні ісламські богослови вважали, що все те, що залишилось після виділення хамсу поділялось за принципом: 1 доля пішому і 3 долі кінному. Імам Абу Ханіфа вважав, що кінному слід віддати 2 долі (1 доля на себе й 1 — на коня). Право на здобич також мали частини армії, що брала участь у битві, які не взяли безпосередньої участі у битві (резерв, охорона тощо). Якщо підкріплення підійшло до завершення битви, то воно також мало право на долю від здобичі. Загиблі у бою воїни долі не мали.
Аль-Маварді, аль-Газалі, аль-Маргінані та інші вважали, що до розподілу поряд із хумсом мають бути виділені ан-фал (доля воїнів, які не брали участі у битві) і радх («подарунок», який поділявся між жінками, дітьми, рабами, які були присутні при битві). Вони також вважали, що розподіл здобичі, захопленої в дар аль-харб, мав відбуватись після повернення до дар аль-ісламу. Якщо розподіл відбувся в дар аль-ісламі, то доля убитих віддавалась їхнім спадкоємцям. Здобич могла бути виплачена як натурою, так і грішми. Зазвичай частина здобичі одразу ж продавалась торгівцям, які постійно супроводжували армію.
Теоретично, окрім військовополонених (асра), полонених (сабй) і рухомого майна (амвал) до ганіми відносилась і нерухомість, однак після смерті пророка Магомета нерухомість не розподілялась. Ісламські правознавці у статтях про розподіл здобичі не кажуть про нерухомість.